# Pseudamnicola tramuntanae
Pseudamnicola tramuntanae là một loài ốc nước ngọt, là động vật thân mềm chân bụng thuộc họ Hydrobiidae.

## Phân bố
- Mallorca